# Kotwiczka

Szczęki I pary przybyszki amerykańskiej: widok tylny na lewą i przedni na prawą; cardo − kotwiczka, stipes − pieniek, lacina − żuwka wewnętrzna, galea − żuwka zewnętrzna, coxa − biodro, palpus − głaszczek

Kotwiczka (łac. cardo, l. mn. cardi) − element narządów gębowych stawonogów stanowiący część szczęk, a u krocionogów też żuwaczek.
U sześcionogów kotwiczka stanowi nasadową część szczęk. W aparacie gębowym typu gryzącego kotwiczka szczęk I pary łączy się luźno z puszką głowową z jednej strony, a stawowo z pieńkiem z drugiej. W aparacie gębowym gryząco-liżącym kotwiczki I pary szczęk są wydłużone, a w innych typach aparatów ulegają silnym przekształceniom. U skoczogonków między kotwiczką a puszką głowową znajduje się jeszcze jeden skleryt − fulcrum. Kotwiczki II pary szczęk są zrośnięte tworząc razem podbródek i wchodząc w skład wargi dolnej.
U krocionogów kotwiczka jest nasadową częścią żuwaczek, na której osadzony jest ich pieniek. Szczęki I pary przekształcone są u nich w płytkę gębową osadzoną na kotwiczce płytki gębowej, natomiast szczęki II pary nie występują w ogóle.